# Панайот Божинов
 Тази статия е за поета и революционер.  За гръцкия партизанин, вижте Панайот Божинов (партизанин).  
Панайот Наумов Божинов е български революционер, общественик и поет от Македония.

## Биография
Панайот Божинов е роден в костурското село Апоскеп, тогава в Османската империя, днес Апоскепос, Гърция. Завършва екзархийската духовна семинария в цариград. След това се връща в Костурско и взима участие в Илинденско-Преображенското въстание. Участва в битките край Вишени, Клисура и други. Едновременно с революционната си дейност Божинов твори множество борчески песни. Най-известната творба на Божинов е „Смъртта на Лазар Поптрайков“.
След края на въстанието работи като учител в Костурското училище, а след това заминава за САЩ. В 1910 година се връща в родния край. Противник е на идеята за разделяне на Македония. Убит е в Костур след окупацията на града от Гърция в 1913 година.